# العلاقات الأوغندية التوغوية
العلاقات الأوغندية التوغولية هي العلاقات الثنائية التي تجمع بين أوغندا وتوغو.

## مقارنة بين البلدين
هذه مقارنة عامة ومرجعية للدولتين:
| وجه المقارنة                                              | أوغندا                        | توغو            |
| --------------------------------------------------------- | ----------------------------- | --------------- |
| المساحة (كم2)                                             | 241.04 ألف                    | 56.78 ألف       |
| عدد السكان (نسمة)                                         | 42.86 مليون                   | 7.80 مليون      |
| الكثافة السكانية (ن./كم²)                                 | 177.81                        | 137.37          |
| العاصمة                                                   | كامبالا                       | لومي            |
| اللغة الرسمية                                             | لغة إنجليزية، اللغة السواحلية | لغة فرنسية      |
| العملة                                                    | شيلينغ أوغندي                 | فرنك غرب أفريقي |
| الناتج المحلي الإجمالي (بليون دولار)                      | 25.89 مليار                   | 4.81 مليار      |
| الناتج المحلي الإجمالي (تعادل القوة الشرائية) بليون دولار | 72.25 مليار                   | 10.67 مليار     |
| الناتج المحلي الإجمالي الاسمي للفرد دولار أمريكي          | 705                           | 559             |
| الناتج المحلي الإجمالي للفرد دولار أمريكي                 | 1.77 ألف                      | 1.43 ألف        |
| مؤشر التنمية البشرية                                      | 0.483                         | 0.484           |
| رمز المكالمات الدولي                                      | +256                          | +228            |
| رمز الإنترنت                                              | .ug                           | .tg             |
| المنطقة الزمنية                                           | ت ع م+03:00                   | 00              |

## منظمات دولية مشتركة
يشترك البلدان في عضوية مجموعة من المنظمات الدولية، منها:
| علم المنظمة | اسم المنظمة                                 | تاريخ انضمام أوغندا | تاريخ انضمام توغو |
| ----------- | ------------------------------------------- | ------------------- | ----------------- |
|             | وكالة ضمان الاستثمار متعدد الأطراف          | 10 يونيو 1992       | 15 أبريل 1988     |
|             | الأمم المتحدة                               | 25 أكتوبر 1962      | 20 سبتمبر 1960    |
|             | منظمة التعاون الإسلامي                      | ?                   | ?                 |
|             | منظمة حظر الأسلحة الكيميائية                | ?                   | ?                 |
|             | منظمة التجارة العالمية                      | ?                   | ?                 |
|             | منظمة الشرطة الجنائية الدولية               | ?                   | ?                 |
|             | الاتحاد الأفريقي                            | ?                   | ?                 |
|             | البنك الإفريقي للتنمية                      | ?                   | ?                 |
|             | مؤسسة التنمية الدولية                       | 27 سبتمبر 1963      | 21 أغسطس 1962     |
|             | يونسكو                                      | 9 نوفمبر 1962       | 17 نوفمبر 1960    |
|             | مجموعة دول أفريقيا والكاريبي والمحيط الهادئ | ?                   | ?                 |
|             | الاتحاد البريدي العالمي                     | ?                   | ?                 |
|             | البنك الدولي للإنشاء والتعمير               | 27 سبتمبر 1963      | 1 أغسطس 1962      |
|             | الاتحاد الدولي للاتصالات                    | 8 مارس 1963         | 14 سبتمبر 1961    |
|             | مؤسسة التمويل الدولية                       | 27 سبتمبر 1963      | 4 سبتمبر 1962     |
|             | المركز الدولي لتسوية المنازعات الاستشارية   | 14 أكتوبر 1966      | 10 سبتمبر 1967    |

## وصلات خارجية
- موقع وزارة الخارجية الأوغندية